# Gljúfrasteinn
Koordinaten: 64° 10′ 51,6″ N, 21° 34′ 55,2″ W
Gljúfrasteinn war das Wohnhaus von Halldór Laxness und seiner Familie.
Es steht im  Mosfellsdalur im Hauptstadtgebiet von Island.
Halldór und seine Frau Auður Sveinsdóttir haben sich das Haus 1945 bauen lassen.
Ágúst Pálsson war der Architekt und Birta Fróðadóttir gestaltete es innen.
Es liegt direkt am Þingvallavegur  östlich des Baches Kaldakvísl.
Halldór wählte diesen Platz in der Nähe des Hofes Laxnes aus, auf dem er aufgewachsen ist.
Der Name Gljúfrasteinn (deutsch Der Schluchtenstein) stammt von einem großen Stein in der Nähe.
Über den Stein schrieb Halldór Laxness mit 19 die Kurzgeschichte „Steinninn minn helgi“ (deutsch Mein heiliger Stein).
Besonders nach dem Halldór Laxness im Jahr 1955 den Nobelpreis erhielt, genoss er im Ausland hohes Ansehen.
Wenn offizielle Gäste nach Island kamen, wurden sie oft zu einem Besuch in Gljúfrastein eingeladen.
Beispielsweise besuchten sowohl König Gustav VI. Adolf (Schweden) (1957) als auch dessen Enkel Carl XVI. Gustaf (1987) den Dichter.
Halldór starb im Jahr 1998 und seine Frau Auður wohnte bis 2002 weiter in dem Haus.
Dann kaufte es der isländische Staat mit seinen Kunstwerken und die Witwe gab die ganze Inneneinrichtung dazu.
Das Haus befindet sich in nahezu originalem Zustand und darin finden sich verschiedene interessante Dinge, wie die gesamte Bibliothek von Halldór Laxness.
Im Haus Gljúfrasteini befinden sich Kunstwerke bedeutender Künstler des 20. Jahrhunderts, darunter Jóhannes Kjarval, Nína Tryggvadóttir, Louisa Matthíasdóttir, Svavar Guðnason, Karl Kvaran und Ásmundur Sveinsson.
Zu sehen sind auch Werke des dänischen Malers und Bildhauers Asger Jorn und des norwegischen Malers Jakob Weidemann.
Im September 2004 wurde es als  Gljúfrasteinn - hús skáldsins (deutsch ...  Haus des Dichters) als Museum eröffnet.

Gljúfrasteinn, Laxness’ Haus seit 1945; heute Laxness-Museum
Haus und Auto von Halldór Laxness im Mosfellsdalur